# روبرت بنوا
روبرت بنوا هو سياسي كندي، ولد في 11 أبريل 1944 في سان هياسنت في كندا. حزبياً، نشط في حزب كيبيك الليبرالي. وقد انتخب عضو الجمعية الوطنية في كيبك ‏.